# La Nouvelle-Ère
Pour les articles homonymes, voir Nouvelle Ère (homonymie).
La Nouvelle-Ère est une zone d'activité économique française située dans la communauté urbaine Grand Besançon Métropole en Bourgogne-Franche-Comté. Elle est située au nord-ouest de Besançon, dans le département du Doubs, sur le territoire de la commune des Auxons, à proximité de la gare de Besançon Franche-Comté TGV.
Développée depuis 2015 sous la forme d'une zone d'aménagement concertée (ZAC), La Nouvelle-Ère a une vocation essentiellement tertiaire, accueillant essentiellement des bureaux et des activités de production légères, ainsi que des activités complémentaires liées comme des services et commerces de proximité à destination des salariés et des entreprises.
L'aménagement de la première phase du quartier de la Nouvelle-Ère a été confié par Grand Besançon Métropole en 2011 à la société d'économie mixte Sedia pour une durée de 15 ans, dans le cadre d'une concession d'aménagement.

## Géographie

### Localisation
Le parc d'activités de la Nouvelle-Ère se trouve à environ 11 km au nord-ouest de Besançon, dans la pointe nord-ouest du département du Doubs, sur le territoire de la commune des Auxons, au sud de la LGV Rhin-Rhône et à l'est de la gare de Besançon Franche-Comté TGV.
Située sur l'axe Rhin-Rhône, à la confluence des grands flux européens, la Nouvelle-Ère jouit d'une position privilégiée. Elle se trouve au milieu d'un segment Lyon-Strasbourg, chacune de ces villes étant distante d'environ 190 kilomètres. Sa distance avec la capitale, Paris, est de 318 kilomètres à vol d'oiseau. Elle est également proche de la Suisse et de l'Allemagne.

### Voies de communication et transports

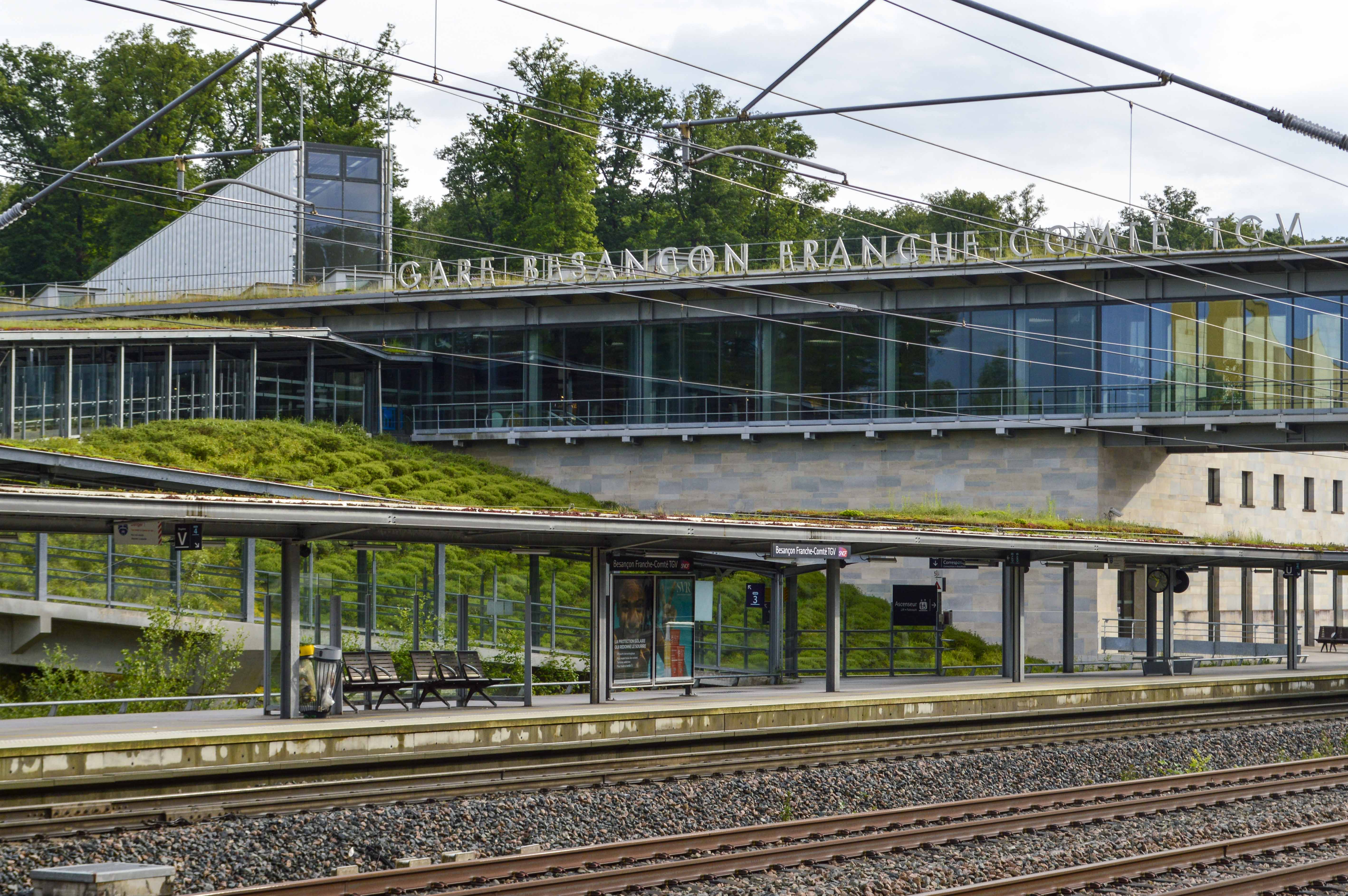
La gare de Besançon Franche-Comté TGV.

Située sur la LGV Rhin-Rhône, la gare de Besançon Franche-Comté TGV bénéficie de connexions directes avec plusieurs métropoles françaises dont Strasbourg, Lyon, Paris, Lille, Montpellier ou encore Marseille, ainsi qu'avec la Suisse, l'Allemagne et le Luxembourg. Elle bénéficie également d'une liaison directe en TER avec la gare de Besançon-Viotte via 16 navettes quotidiennes, pour environ 15 minutes de trajet.
Les lignes 40, 41, 42 et 43 du réseau de transport en commun Ginko desservent la gare sur réservation. Le réseau Mobigo de la région Bourgogne-Franche-Comté propose également 4 allers-retours quotidiens entre la ville de Vesoul et la gare, en correspondance avec les principaux TGV.
La Nouvelle-Ère est accessible par la RD 1, qui permet de rejoindre la RN 57 reliant Metz à la Suisse via Nancy, Épinal et Besançon. L'échangeur autoroutier le plus proche est la sortie  4 Besançon - Saint-Claude de l'autoroute A36, située à 7 kilomètres au sud de la zone.
L'aéroport de Dole-Jura, directement accessible par l'autoroute A36, est situé à environ 50 km au sud-ouest de la Nouvelle-Ère. Les autres aéroports internationaux les plus proches sont ceux de Genève, Lyon-Saint-Exupéry et Bâle-Mulhouse-Fribourg. Besançon dispose aussi d'un aéroport d'affaires, l'aéroport de Besançon-La Vèze, avec un service d'avion-taxi desservant toute l'Europe.

## Histoire

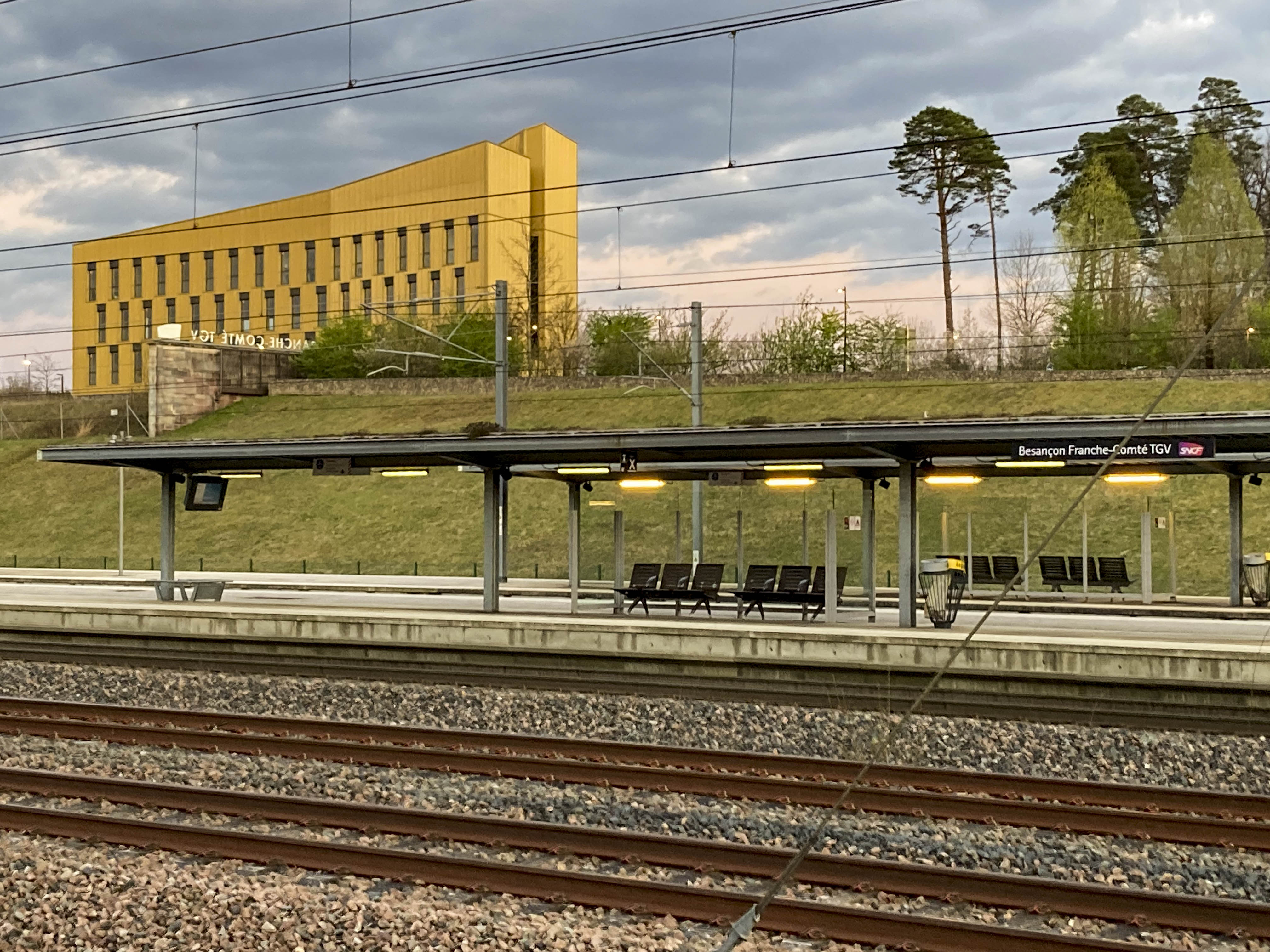
L'immeuble Le Signal, vu depuis la gare de Besançon Franche-Comté TGV.

Dans la perspective de la mise en service de la ligne à grande vitesse Rhin-Rhône prévue en 2011, Grand Besançon Métropole a décidé, par délibération du 9 novembre 2007, de développer un parc d'activités économiques à proximité immédiate de la future gare de Besançon Franche-Comté TGV. Le périmètre initial couvrait alors environ 35 hectares situés au nord et au sud de la LGV, autour de la nouvelle gare, avec pour objectif d'aménager un parc d'activités tertiaires de 100 000 m2 de surface de plancher.
Par délibération du 21 décembre 2009, Grand Besançon Métropole a déclaré d'intérêt communautaire la réalisation de l'opération seulement au sud de la LGV, afin de diminuer les impacts sur l'environnement. L'espace a été économisé via le recours à un « urbanisme de clairière », prônant la densité et l'intégration de parcs de stationnement à étages.
À l'issue des études préalables, une zone d'aménagement concertée (ZAC), s'étendant sur un périmètre de 25 hectares à l'est de la gare, a été créée par délibération du 20 mai 2010. Il est prévu que le projet soit réalisé en deux phases de 56 000 m2 et de 36 000 m2 de surface de plancher.
Le 17 février 2011, Grand Besançon Métropole a décidé de désigner pour une durée de quinze ans la Société d’équipement et de développement du département du Doubs (SedD) en qualité de concessionnaire de l'aménagement et de lui confier les tâches nécessaires au montage du dossier de réalisation de l'ensemble de la ZAC et à la réalisation de la première phase de l'opération dans le cadre d'une concession d’aménagement.
L'aménagement de la Nouvelle-Ère a débuté en 2015 avec le lancement de la construction du centre d'affaires Le Signal, inauguré le 21 septembre 2017. Il est prévu que le parc d'activités propose à terme un maximum de 92 000 m2 de surface de plancher, ce qui représenterait environ 3 500 emplois.
Cependant, fin 2024, le Signal encore a un faible taux d'occupation de la part des entreprises.

## Urbanisme
Le parti d'aménagement se base sur le concept d'« urbanisme de clairière », se traduisant par la création de parkings silo pour minimiser les surfaces urbanisées et imperméabilisées, la création d'un corridor favorisant la continuité écologique au niveau de la faune et de la flore, une gestion maitrisée des eaux, la création de cheminements doux et une recherche de qualité environnementale des bâtiments.